# Qagan Hol (sockenhuvudort i Kina, Xinjiang Uygur Zizhiqu, lat 46,82, long 85,96)
Qagan Hol (kinesiska: 查干库勒, 查干库勒乡) är en sockenhuvudort i Kina. Den ligger i den autonoma regionen Xinjiang, i den nordvästra delen av landet, omkring 360 kilometer norr om regionhuvudstaden Ürümqi. Antalet invånare är 3 581. Befolkningen består av 1 747 kvinnor och 1 834 män. Barn under 15 år utgör 18,0 %, vuxna 15-64 år 77 %, och äldre över 65 år 4,0 %.
Runt Qagan Hol är det mycket glesbefolkat, med 2 invånare per kvadratkilometer. Närmaste större samhälle är Hoboksar, 17,6 km väster om Qagan Hol. Trakten runt Qagan Hol består i huvudsak av gräsmarker.
Genomsnittlig årsnederbörd är 232 millimeter. Den regnigaste månaden är juli, med i genomsnitt 47 mm nederbörd, och den torraste är november, med 8 mm nederbörd.